# De Wittenberg
De Wittenberg is een leefgemeenschap en Bijbelschool in de Nederlandse plaats Zeist.

## Geschiedenis
In 1972 begon de Reformatorische Bijbelschool (RBS) in het kerkgebouw van de Protestantenbond in Zeist. Het eerste jaar had de school twaalf leerlingen, een jaar later 26. In het tweede jaar verhuisde de instelling naar een villa aan de Parklaan in Zeist. Een deel van de studenten woonde er intern. De school bleef groeien en de RBS kocht in 1975 een voormalige drankenhandel die tot school werd verbouwd.
De minister van Onderwijs gaf in maart 1976 erkenning aan zowel driejarige opleiding als de opleiding tot godsdienstleraar. DE RBS bood verder een vormingsjaar aan dat bedoeld was voor mensen die hun werk of studie een jaar wilden onderbreken en schoolverlaters. De inhoud van het vormingsjaar was gelijk aan de inhoud van de eerste jaar van de driejarige opleiding.
In 1980 moest de RBS het gebouw van de voormalige drankenhandel verlaten. De Bijbelschool kocht als nieuw onderkomen een voormalig internaat aan de Kralingseweg voor 1.5 miljoen gulden. Op dat moment had de school meer dan zeventig studenten.
Het bestuur van de RBS was officieel ook verantwoordelijk voor de Pastorale Leergangen in Zwolle en Rotterdam, maar in de praktijk ging het grootste deel van haar aandacht naar de activiteiten in Zeist. Daarom werd er in 1984 besloten dat elke opleiding verderging als zelfstandige stichting. Verder werd het naar de oprichtster vernoemde Bakker-de Jong Fonds in het leven geroepen. Die stichting stelt fondsen beschikbaar voor mensen die onvoldoende geld hebben om de opleiding te volgen. In 1987 begon de RBS met aanbieden van avondcursussen, bekend onder de naam Avondbijbelschool.
Vanaf de jaren negentig merkten afgestudeerden dat het steeds lastiger werd om werk te vinden. Op de banenmarkt werden meer diploma's verlangd dan voorheen. Het bestuur van de RBS besloot daarom om de driejarige opleiding om te vormen tot een vierjarige hbo-opleiding. Daarvoor kreeg ze de  benodigde erkenning van de overheid. Die erkenning betekende niet dat de RBS subsidie ontving, wel dat studenten recht hadden op studiefinanciering. De naam RBS veranderd in  1992 van naam. De school ging verder als de Wittenberg, als verwijzing naar de Duitse plaats waar Maarten Luther ooit zijn 95 stellingen aan de kerkdeur spijkerde. Vanaf 1998 begon de Wittenberg met het aanbieden van de opleiding Zending en Evangelisatie. Deze opleiding is gericht op jongeren die al een hbo- of universitaire opleiding achter de rug hebben en het Evangelie willen verspreiden in Nederland of het buitenland.
De Wittenberg werkte vanaf 2002 steeds intensiever samen met de Christelijke Hogeschool Ede (CHE). Studenten  konden het propedeutisch jaar voor de studie tot godsdienstleraar of godsdienst pastoraal werker (GPW) aan de Wittenberg of CHE volgen. De opleiding Zending en Evangelisatie splitste zich op in twee opleiding, namelijk Gemeenteopbouw en Evangelisatie en Zending en Werelddiaconaat. Het vormingsjaar kreeg de naam Bijbelstudie en Geloofsopbouw. Verder startte de nieuwe tweejarige post-hbo-opleiding tot christelijk jongerenwerker. Ook ging de BEE (Biblical Education by Extension) van start, een Engelstalige Bijbelschool voor allochtonen. Deze laatste opleiding werd in 2009 alweer geschrapt omdat er onvoldoende belangstelling voor was. In datzelfde jaar werd de propedeuse Godsdienst Pastoraal Werk/Godsdiensleraar niet langer aangeboden.
Een voorgenomen fusie met de Evangelische Hogeschool in 2004 ging niet door. Er waren zorgen over de huisvesting van de Wittenberg-studenten als de hogeschool naar Amersfoort zou verhuizen. Bovendien was er de vrees te worden "opgeslokt" door de grotere en financieel er beter voorstaande EH. Bovendien leefden er bezwaren bij het personeel. De plannen werden daarom in 2005 afgelast.
Vanaf 2010 presenteerde de Wittenberg een nieuw onderwijsprogramma. De drie dagopleidingen kwamen te vervallen. Het was sindsdien alleen mogelijk om het vormingsjaar en de jongerenwerkersopleiding te volgen. Het aantal studenten is flink teruggelopen. Dat kwam dat mede als gevolg van de nieuwe vorm van studiefinanciering, het leenstelsel. In februari 2018 werd bekend dat De Wittenberg stopte met zowel het vormingsjaar als de jongerenwerkersopleiding, omdat het aantal studenten verder was gedaald van ongeveer 40 in de periode 2009-12 naar gemiddeld 19 in de periode 2015-18. Dat was te weinig om de opleiding te kunnen bekostigen. Bij monde van bestuursvoorzitter Koos van Oord liet de Bijbelschool weten dat ze "zoekt naar nieuwe mogelijkheden om haar missie te realiseren". Kort daarna maakte De Wittenberg bekend dat het cursusjaar 2018-19 in ieder geval wel zou doorgaan omdat er voldoende studenten waren aangetrokken. Sinds de zomer van 2019 biedt de school een vormingstraject aan van 5 maanden, in plaats van een programma van 10 maanden. Ook wil de De Wittenberg een nieuwe monastieke leefgemeenschap opzetten.

## Financiën
Om financieel minder afhankelijk te zijn van giften biedt de Wittenberg sinds 2014 ook plaats aan jongeren die elders studeren of werken, maar wel deel willen uitmaken van de leefgemeenschap die de Wittenberg ook vormt. In april 2014 kwam naar buiten dat de Belastingdienst de ANBI-status van De Wittenberg heeft ingetrokken. Volgens de Belastingdienst voldeed De Wittenberg niet aan de criteria van een Algemeen Nut Beogende Instelling, omdat het onderwijs vooral gericht is op het persoonlijk belang van de student en niet op het algemeen belang. Op 11 juni van dat jaar werd bekend dat De Wittenberg toch zijn ANBI-status behield.

## Stroming
De Wittenberg heeft geen officiële band met een kerkgenootschap. Volgens haar eigen cijfers is 70 tot 80 procent van de studenten afkomstig uit de protestantse kerken. De rest is afkomstig uit de evangelische- en baptistengemeenten.